# Stefanos Siontis
Stefanos Siontis (griechisch Στέφανος Σιόντης, * 4. September 1987 in Ioannina, Griechenland) ist ein griechischer Fußballspieler.

## Karriere
Stefanos Siontis, der auf der Position des Innenverteidigers spielt, begann seine Fußballkarriere bei den Jugendakademien von Panathinaikos Athen, wo er bis Ende 2005 blieb. Im Sommer desselben Jahres erhielt Siontis einen Profivertrag, wurde jedoch um Spielpraxis zu sammeln für eine Saison an den griechischen Zweitligisten Ethnikos Asteras ausgeliehen. 2007 kehrte Siontis für eine halbe Saison zu Panathinaikos Athen zurück, ehe er an AO Kerkyra ausgeliehen wurde. Sein Debüt in der höchsten griechischen Spielklasse gab Pantidos im Trikot von Panathinaikos am 1. November 2008 bei einer Begegnung gegen Panionios Athen. Anfang 2009 folgte eine weitere Leihe bis Saisonende an AO Kavala. Diese verpflichteten ihn im Anschluss fest. In Summe verblieb der Grieche über zwei Jahre in Kavala, bevor er sich im Juli 2011 Panetolikos anschloss. Ab 2012 folgte die erste Station im Ausland bei Doxa Katokopia aus Zypern. Nach einem Jahr kehrte er wieder in sein Heimatland zurück und wechselte zu Veria FC. Dort verbrachte er ein Jahr, im Sommer 2014 schloss er sich erneut Doxa Katokopia an. Nach nur einem halben Jahr verließ er den Verein und stand im Anschluss, ebenfalls für ein halbes Jahr, bei seinem ehemaligen Leihverein AO Kerkyra unter Vertrag. Ab 2015 spielte er erneut für ein Jahr für Veria FC. Bei seiner nächsten alten Station, AO Kerkyra, stand er zwischen 2016 und 2018 auf dem Platz. Im Sommer 2018 verpflichtete ihn der PAS Ioannina.